# G・ハーボ
ハーバート・ランドール・ライト3世（Herbert Randall Wright III、1995年10月8日 - ）は、G・ハーボ（G Herbo、旧名：リル・ハーブ〈Lil Herb〉）として知られるアメリカ合衆国のラッパーである。

## 生い立ち
ハーバート・ライト3世ことG・ハーボはイリノイ州シカゴで育った。彼はハイドパーク・アカデミー高校に通っていたが、16歳で中退した。ミーク・ミル、ジージー、グッチ・メイン、ヨー・ガッティ、リル・ウェインに影響を受けている。同じくラッパーであるリル・ビビーとは親友であり、それぞれのキャリアの初期に数多くの楽曲でコラボレーションしている。両アーティストはグループ「N.L.M.B.」と関係があり、これは元々、オールマイティ・ブラック・P・ストーン・ネイションの反体制派「No Limit」と、ギャングスター・ディサイプルズの反体制派「Muskegon Boyz」が合併して結成されたものである。ただし、N.L.M.B.というイニシャルは現在、「Never Leave My Brothers」（決して兄弟を見捨てない）や「No Limit Muskegon Boys」を意味するためにも使われている。ハーボは、N.L.M.B.はギャングではなく「兄弟愛」であると述べている。

## キャリア

### 2012年–2014年：キャリアの始まりと『Welcome to Fazoland』
G・ハーボとリル・ビビーは、楽曲「Kill Shit」で初めて注目を集め、この曲はYouTubeで5,000万回以上再生されている。リル・ハーブとリル・ビビーがヒップホップコミュニティでより広く知られるようになったのは、カナダのラッパーであるドレイクが彼らを「未来だ」と評した時だった。
ハーボの最初のミックステープ『Welcome to Fazoland』は、2014年2月17日にリリースされた。このミックステープは、シカゴで銃暴力によって殺されたハーボの最初の友人の一人、ファゾン・ロビンソンに敬意を表して名付けられた。『Welcome to Fazoland』は批評家から広く絶賛され、『The Fader』は「ドリルが数年前に prominence になって以来、リリックの貧困さが最も一般的な批判の一つであり続けたが、ハーブの言葉の使い方はそのステレオタイプを覆すものだ」とコメントした。
2014年4月、ハーボはイースト・コーストのラッパーであるニッキー・ミナージュと「Chiraq」でコラボレーションした。彼はコモンのアルバム『Nobody's Smiling』の楽曲「The Neighborhood」に参加した。ハーブは『XXL』の2014年フレッシュマン・クラス特集の「Show & Prove」セグメントに選出された。また、ハーボはチャンス・ザ・ラッパーとコモンと共に「Fight or Flight (Remix)」をレコーディングした。

### 2014年–2016年：『Pistol P Project』と『Ballin Like I'm Kobe』
2014年12月26日、ハーボはサプライズでミックステープ『Pistol P Project』をリリースし、これは2014年で2作目のプロジェクトとなった。2015年4月2日、ハーボはチーフ・キーフの「Faneto (Remix)」に、同じくシカゴのラッパーであるキング・ルイとリル・ビビーと共に客演した。
2015年6月9日、2015年のXXLフレッシュマン・カバーから外された後、ハーボは「XXL」というタイトルのシングルをリリースした。これに対し、『XXL』は「異なるフロウを楽々と切り替える」と称賛した。2016年6月13日、『XXL』はハーボを含む2016年のフレッシュマン・クラスを発表した。
2015年8月4日、ハーボは亡くなった友人ジャコビ・D・ヘリングに敬意を表して名付けられた3枚目のミックステープ『Ballin Like I'm Kobe』を発表した。2015年9月3日、ハーボがシネマティック・ミュージック・グループと契約し、ラップの名義を正式に「G Herbo」に変更したことが発表された。2015年9月27日、ハーブは『Ballin Like I'm Kobe』が2015年9月29日にリリースされることを発表した。9月29日、ミックステープはリリースされ、批評家から広く絶賛された。
2015年11月11日、ハーボはニューヨークのラッパーであるジョーイ・バッドアスとのコラボシングル「Lord Knows」をリリースした。

### 2016年–2018年：『Humble Beast』と『Strictly 4 My Fans』 / 『Welcome to Fazoland 1.5』
2016年4月4日のSXSWでのインタビューで、ハーボはデビュー・アルバムのタイトルを『Humble Beast』と発表し、「2016年には間違いなくアルバムが期待できる」と述べた。2016年中頃に「Pull Up」と「Drop」の2つのシングルをリリース。また、2016年3月にはシングル「Yeah I Know」をリリースした。さらに、4枚目のシングル「Ain't Nothing to Me」をリリースし、ミュージックビデオは2016年10月10日に公開された。DJツインの楽曲「They Know Us」にショーン・キングストンとリル・ビビーと共にフィーチャーされた。2016年11月17日、ハーブは4枚目のミックステープ『Strictly 4 My Fans』のアルバムアート、リリース日、トラックリストを発表した。同日、ミックステープからのセカンドシングル「Strictly 4 My Fans (Intro)」をリリース。また、ハーボとリル・ビビーのコラボプロジェクト『No Limitation』が制作中であることも明らかにされた。2017年3月17日、ハーボは『Welcome To Fazoland』の未収録曲を含む『Welcome To Fazoland 1.5』をリリースした。シングル「Yea I Know」は2016年3月にリリースされた。『Humble Beast』からは3枚のシングルがリリースされた。リードシングル「Red Snow」は2017年3月9日にリリース。セカンドシングル「I Like」は2017年8月11日にリリースされた。3枚目にして最後のシングル「Everything」は2017年8月25日にリリースされた。「4 Minutes of Hell, Pt. 5」は予約注文シングルとして2017年9月1日にリリースされた。その月の後半、2017年9月22日に『Humble Beast』がリリースされた。ハーボは後に2018年に追加曲を含むデラックス版をリリースした。

### 2018年–現在：『Swervo』、『Still Swervin』、『PTSD』、『25』
2018年3月16日、ハーボはテキサス州ダラスのラジオ局『K104』に出演し、「Who Run It」で使用されたビートでフリースタイルを披露した。6日後、そのフルリミックスがすべての音楽プラットフォームでリリースされた。このフリースタイルは大きな注目を集め、後にラッパーのリル・ウージー・ヴァートが自身の「Who Run It」のリミックスにフィーチャーされることになった。このコラボレーションの前に、ハーボはシングル「Shook」をリリースした。この曲は2018年にリリースされた彼のアルバム『Humble Beast』のデラックス版に収録された。年間を通じて、「Focused」や「Swervo」といった他のシングルもリリースした。2018年7月27日、ハーボはアルバム『Swervo』をリリースし、ラッパーの21サヴェージ、チーフ・キーフ、ヤング・サグ、ジュース・ワールドがフィーチャーされた。このアルバムにはシングル「Swervo」、「Focused」、「Who Run It」が収録されたが、リル・ウージー・ヴァートをフィーチャーしたリミックスは含まれていなかった。このアルバムは全曲サウスサイドによってプロデュースされた。2018年12月14日、ヴィック・メンサがアルバム『HOOLIGANS』をリリース。ハーボは楽曲「Rowdy」にフィーチャーされた。2019年初頭、シングル「Up It」がリリースされ、これは全曲サウスサイドがプロデュースしたセカンドアルバム『Still Swervin』に収録され、2019年2月1日にリリースされた。
2020年2月28日、G・ハーボは14曲入りのアルバム『PTSD』をリリース。エイ・ブギー・ウィット・ダ・フーディ、BJ・ザ・シカゴ・キッド、リル・ダーク、チャンス・ザ・ラッパー、ジュース・ワールド、リル・ウージー・ヴァート、21サヴェージ、ポロGなど多数のアーティストがフィーチャーされた。アルバムは『ビルボード200』で初登場7位を記録した。2020年3月6日、G・ハーボは友人でありシカゴのドリルラッパーであるキング・ヴォンのミックステープ『Levon James』の楽曲「On Yo Ass」にフィーチャーされた。同日、ミュージックビデオも公開された。
2020年5月14日、G・ハーボはモジーの楽曲「Body Count」にキング・ヴォンと共にフィーチャーされ、ヴァースを提供し、同日公開された公式ミュージックビデオにも出演した。2020年12月18日、G・ハーボは新曲とビデオ「Statement」で復帰。その中で、同月初めに彼と複数の共謀者に対して提起された詐欺容疑について言及し、否定した。2021年2月のインタビューで、リル・ビビーはG・ハーボから今後のコラボレーションプロジェクト『No Limitations』の完成について連絡があったと語った。ビビーは2021年中にプロジェクトを完成させる準備ができていると述べた。2022年3月4日、G・ハーボはキング・ヴォンの死後初のスタジオアルバム『What It Means to Be King』の楽曲「Facetime」にフィーチャーされた。
3月5日、ハーボは2つの新シングル「Break Yoself」と「Really Like That」で復帰。両曲ともハーボが「不気味なビートとノンストップのデリバリーで、削ぎ落とされたモードで活動している」様子が見られる。これらの曲は、2021年7月2日にリリースされたハーボの4枚目のスタジオアルバム『25』に収録されている。このアルバムには追加で16曲が収録されている。
2023年7月14日、G・ハーボはキング・ヴォンの2枚目の死後アルバム、言い換えれば3枚目のスタジオアルバムである『Grandson』のトラック「Real Oppy」にヴァースで客演した。その後、2023年10月20日には、MudBaby Ruのシングル「Gun Class ll」にナルド・ウィックと共に共同フィーチャーされ、ミュージックビデオも公開された。

## 私生活
ハーボには、アリアナ・フレッチャーとの関係から2018年に生まれた息子がいる。2020年12月時点で、彼はラッパーのファボラスの継娘であるタイナ・ウィリアムズと婚約しており、2021年5月27日に彼女との間に第一子となる男の子が生まれた。

## 法的な問題
2018年2月、ハーボと他の2人の男性は、リムジンの運転手が乗客の一部が武器を持っていると警察に通報した後に逮捕された。ハーボは後部座席の運転席側で、ファブリック・ナショナル製の拳銃をシートの後ろポケットに入れるところを目撃された。ハーボも他の2人の男性もイリノイ州の銃器所有者身分証明書（FOID）を所持しておらず、3人全員がイリノイ州法に基づく重罪である加重不法武器使用で起訴された。2019年、ハーボは軽犯罪である不法武器使用の1件で有罪を認め、2年間の保護観察処分を言い渡された。
2019年4月19日、ハーボは子供の母親であるアリアナ・「アリ」・フレッチャーとの身体的な口論の疑いで、単純暴行の容疑でアトランタで逮捕された。フレッチャーは4月18日（木）にInstagramで自身の話を共有し、「私が家に入れなかったので、彼は私の家のドアを蹴破って侵入し、息子の前で私をボコボコに殴った。その後、彼は私の息子を外に連れ出し、友人たちに息子を乗せて車で去らせ、家中のナイフを隠し、私の電話を壊し、私を閉じ込めて再びボコボコに殴った…」と述べた。彼女はまた、黒い目や全身の擦り傷、切り傷、あざなど、身体的な虐待の兆候もあったと述べた。ハーボは1週間後に2,000ドルの保釈金で釈放された。釈放後、彼はInstagram Liveでフレッチャーとの口論について語った。そのビデオセッションで、ハーボはフレッチャーが彼の母親の家から宝石を盗んだと述べた。具体的には、「私はこれまでずっと黙っていた。保険金請求も、君を刑務所に入れようともしなかった。何も。君は私にアトランタに来て宝石を取り戻すように言った」と述べた。
2020年12月2日、ハーボとアントニオ・「T-Glo」・ストロング（ハーボのプロモーター兼マネージャー）、サウスサイドのラッパー、ジョセフ・「ジョー・ロデオ」・ウィリアムズ、そして共謀者とされるスティーブン・ヘイズ・ジュニア、デマリオ・ソレルズ、テレンス・ベンダー（全員シカゴ出身）は、マサチューセッツ州の連邦裁判所で、通信詐欺と加重個人情報窃盗を含む14の連邦犯罪で起訴された。ハーボと彼の仲間たちは、盗んだ個人情報を使って高価な旅行やデザイナー子犬を購入し、ジャマイカの豪華なヴィラやプライベートジェットをレンタルしたとされている。この詐欺は2016年に遡る4年間で数百万ドルに上るとされている。
2023年7月28日、ハーボはマサチューセッツ州スプリングフィールドの連邦裁判所で、通信詐欺の共謀と虚偽の陳述を行ったとして有罪を認め、14万ドルの罰金を支払うことに同意した。その見返りとして、検察は加重個人情報窃盗の数件の訴因を取り下げた。

## 慈善活動
2018年、ハーボはシカゴの旧アンソニー・オーバートン小学校の再開発に貢献した。この建物で、ハーボはミュージシャンを目指す若者たちを助けることができる機材を導入することを目指した。また、若者たちがストリートライフに関わらないように、無料のプログラムやスポーツを導入することも目指した。 2020年7月、ハーボは「Swervin' Through Stress」というイニシアチブを開始した。これは、12週間のコースを通じて黒人の若者たちにメンタルヘルスを改善するための治療的リソースを提供するものである。このプロジェクトは、彼自身の経験やコミュニティ内の他の人々が直面したトラウマ、そして彼自身の初期のセラピーセッションから生じた複雑性PTSDに触発されたものである。彼は、「自分の地域や都市、そして若者たちを変えるためのすべてのリソースを持ちながら、何もしないような人間にはなりたくない。だからこそ、正直であることが私にとってとても重要なのです」と詳しく述べた。

## ディスコグラフィ
スタジオ・アルバム
- 『Humble Beast』（2017）
- 『Still Swervin』（2019）
- 『PTSD』（2020）
- 『25』（2021）
- 『Survivor's Remorse』（2022）
- 『Big Swerv』（2024）

## フィルモグラフィ

### 映画
| 年   | タイトル                   | 役名 | 備考             |
| ---- | -------------------------- | ---- | ---------------- |
| 2021 | Juice WRLD: Into the Abyss | 本人 | ドキュメンタリー |